# Heinrich Friedrich von Diez

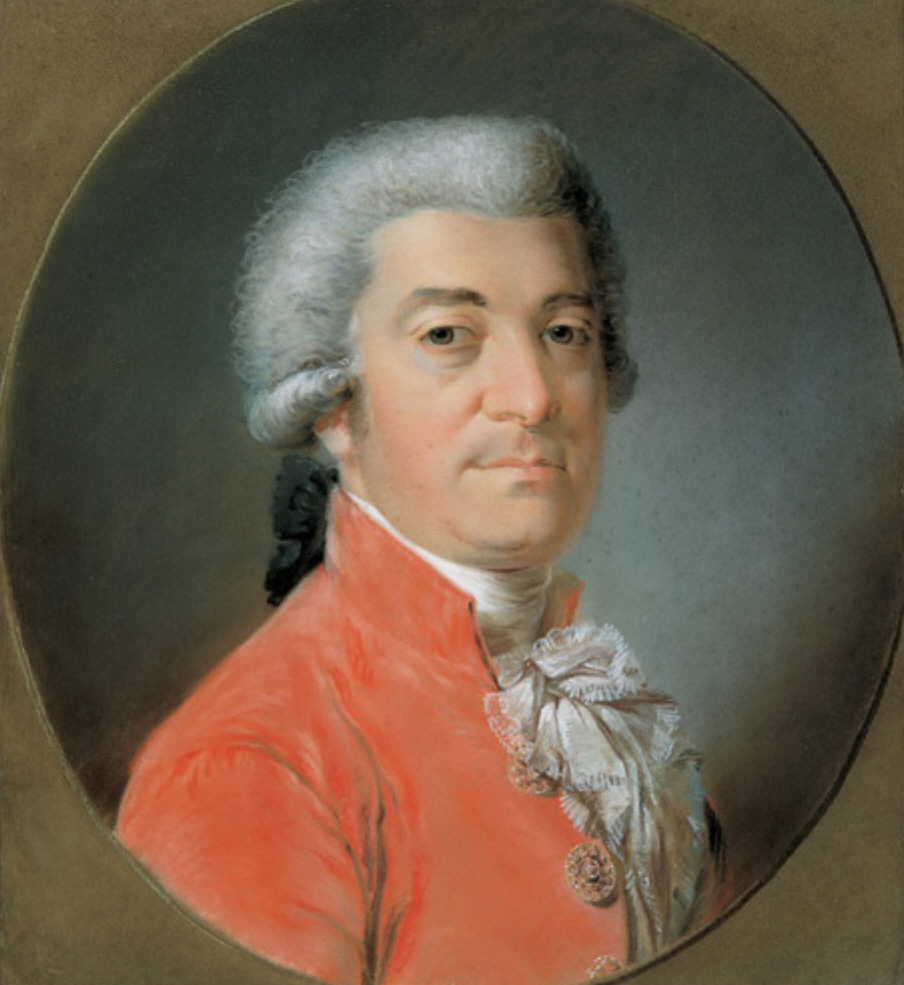
Heinrich Friedrich von Diez

Heinrich Friedrich Diez, ab 1786 von Diez (* 2. September 1751 in Bernburg (Saale); † 7. April 1817 in Berlin) war ein preußischer Gesandter, Orientalist, Bibliophiler und Privatgelehrter der Goethezeit.

## Leben
Diez war der Sohn des Bernburger Textilkaufmanns Christian Friedrich Diez und der Magdeburgerin Maria Elisabeth Zollicoffer. Lediglich die ersten Monate seines Lebens verbrachte er in seiner Geburtsstadt, bevor die Familie aus Anhalt ins preußische Magdeburg übersiedelte. Im Anschluss an die Magdeburger Schulzeit bezog er 1769 die juristische Fakultät der Universität Halle und trat nach Studienabschluss als Referendar in den preußischen Justizdienst in Magdeburg ein, wo er schon bald zum Kanzleidirektor avancierte.
Des juristischen Beamtendaseins schon nach einigen Jahren wieder überdrüssig, bewarb er sich 1784 mit unerwartetem Erfolg persönlich bei Friedrich dem Großen um die soeben ausgeschriebene Stelle des preußischen Geschäftsträgers in Konstantinopel. Bereits nach zweijähriger erfolgreicher Tätigkeit im diplomatischen Dienst wurde er 1786 in den Adelsstand erhoben. Der Russisch-Türkische Krieg führte 1791 zu seiner Abberufung mit dem Titel eines Geheimen Legationsrats, dennoch übersetzte er 1791 bei den Verhandlungen mit dem osmanischen Sondergesandten Ahmed Asmi Efendi in Berlin. Im gleichen Jahr zum Prälaten des Domstiftes in Kolberg ernannt, lebte er dort bis zum Beginn der Belagerung Kolbergs 1807. Danach führte er sein Leben als Privatgelehrter, Freidenker und Büchersammler in seiner Villa am Ufer der Spree in Stralau bei Berlin fort.
Vor allem durch seine orientalistischen Studien erregte er die Aufmerksamkeit der damaligen gelehrten Welt, und Persönlichkeiten wie Goethe und Gleim gehörten bald zu seinem großen Bekanntenkreis.
Seit 1814 war er Ehrenmitglied der Preußischen Akademie der Wissenschaften und seit 1816 auswärtiges Mitglied der Göttinger Akademie der Wissenschaften.
Bei seinem Tode 1817 hinterließ er ein bedeutendes Vermögen sowie eine kostbare Bibliothek von über 17.000 Bänden, die er der Preußischen Staatsbibliothek vermachte.

## Werke (Auswahl)
- Beobachtungen über der [!] sittlichen Natur des Menschen. Hemmerde, Halle 1773.
- Philosophische Abhandlung von einigen Ursachen des Verfalls der Religion. o. O. [Lemgo] 1773.
- Der Stand der Natur. Lemgo 1775. (Digitalisat)
- Apologie der Duldung und Preßfreiheit. o. O. (Dessau) 1781. (Digitalisat der Neuen Ausgabe 1798)
- Archiv Magdeburgischer Rechte. Magdeburg 1781. (Digitalisat Band 1)
- Benedikt von Spinoza nach Leben und Lehren. Buchhandlung der Gelehrten, Dessau 1783. (Digitalisat)
- Über deutsche Sprach- und Schreibart. Dessau 1783.
- Über das königliche Buch (Fabeln des Bidpai). Berlin 1811.
- [Übs. Ghābus nāmeh] Buch des Kabus, Berlin 1811. Auch: hrsg. Turgut Vogt. Spur, Zürich 1999
- Denkwürdigkeiten von Asien in Künsten und Wissenschaften. 2 Bände. Nicolai, Berlin 1811–15. (Digitalisat Band 1), (Band 2)
- [Übs.] Rasmi Achmes Efendis Geschichte des Krieges zwischen den Osmanen und Russen 1768-1774, Berlin 1813.